# Петровское-Алабино

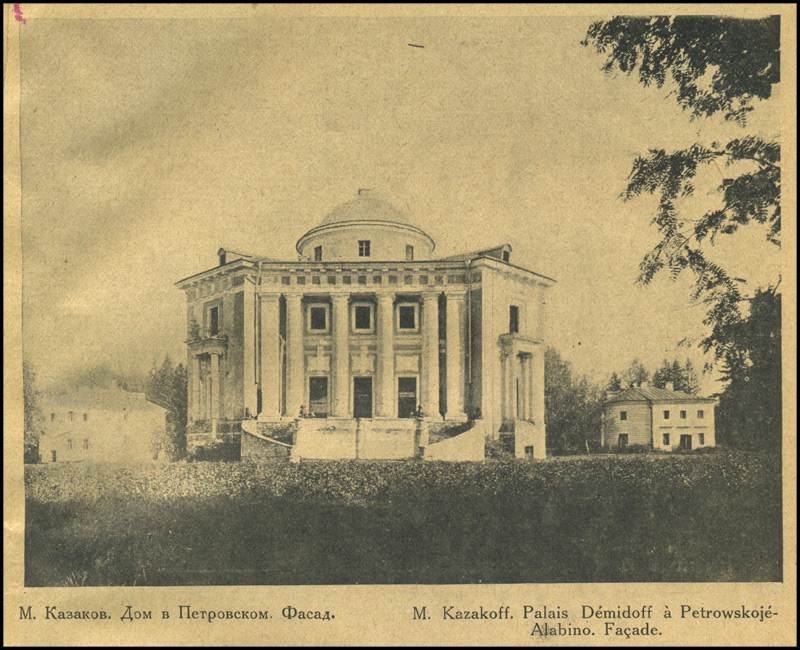
Дворец до постановки на государственную охрану. Фото МАА (до 1924 года)

Петровское (Княжищево, Алабино, Князищево) — разрушенная усадьба конца XVIII века, построенная в стиле классицизма. Принадлежит к появившемуся в последней четверти XVIII века типу усадеб-«монплезиров», восходящих к архитектуре парковых павильонов. Расположена в селе Петровском Наро-Фоминского городского округа Московской области.

## История
В 1706 году село Князищево было пожаловано Петром I вице-канцлеру П. П. Шафирову. До этого село входило в вотчину Пафнутьево-Боровского монастыря. Шафиров выстроил в Петровском деревянные хоромы с шестью светлицами и деревянную же церковь с полихромной окраской внутри и снаружи. Вместо обветшавшей церкви в 1738 году сын Шафирова построил новую деревянную.
Владельцами усадьбы в 1740-х годах стали Демидовы. С 1768 года село было во владении Никиты Акинфиевича Демидова, младшего сына Акинфия Демидова, и его третьей жены, Александры Евтихиевны, для неё и была выстроена усадьба. Согласно архивным данным, к 1780-му году в Петровском видимо уже было развитое усадебное хозяйство. Демидовым в Москву из Петровского присылались птица и овечья шерсть, для сада приобретались саженцы яблонь, в загоне при усадьбе содержались маралы и американские олени.
Следующим владельцем усадьбы был сын Никиты Акинфиевича Николай Никитич Демидов, затем Анатолий Николаевич Демидов.
В 1868 году у помещика В. Н. Жаркова усадьбу выкупил князь А. В. Мещерский.

## Вопрос авторства
Специалисты предполагают, что автором проекта был М. Ф. Казаков. Фамилию «Казаков» прочитал Игорь Грабарь (фактически «открывший» памятник в 1910 году, в процессе работы над «Историей русской архитектуры») на торце закладного камня, обнаруженного в цокольном этаже во время ремонта дворца. На нём был обозначен также год начала постройки — 1776 и имя жены заказчика и владельца усадьбы «Александры Евтихиевны, сожительницы статского советника и св. Станислава Никиты Акинфиевича Демидова». Грабарь сфотографировал камень, снимок хранится в Музее Академии архитектуры.
Авторство Казакова оспаривалось рядом специалистов, так как ансамбль с центричной композицией нехарактерен для его творчества. Грабарь считал, что проект дворца был разработан Баженовым, который, по его мнению, был хорошо знаком с хозяином усадьбы. Грабарь обратил внимание на обработку фасада дома римско-дорической колоннадой с фланкирующими пилонами-антами в баженовском проекте собственного дома (впервые опубликован Грабарём в книге «Неизвестные и предполагаемые постройки В. И. Баженова»). Он также сравнил композиционные решения усадебного дома в Петровском и павильонов Михайловского замка, созданных Баженовым в 1792 году, и на основании их сходства приписывал авторство Баженову. Еще одним из доводов в пользу того, что проект был разработан Баженовым, Грабарь считал то обстоятельство, что в официальных бумагах, подаваемых им «в высокие инстанции», Казаков никогда не называл среди своих работ дом в Петровском. В завершение Грабарь констатировал: «… Алабино не имеет решительно ничего общего со всеми известными нам произведениями Казакова». Точку зрения Грабаря разделял Н. Я. Тихомиров, считавший, что сходство в обработке фасадов главного дома в Петровском и на проекте собственного дома Баженова не может быть простым совпадением.
По своим формам главный дом напоминает Таицкую усадьбу Демидовых под Петербургом (ныне Гатчинский район), которую проектировал Иван Старов. В иллюстрированном научном каталоге «Памятники архитектуры Московской области» создателем усадебного комплекса назван Казаков, воплотивший «замысел Старова». Предположения Подъяпольской появились после диссертации И. Е. Путятина (1996), который приписал авторство И. Старову.
Авторство М. Ф. Казакова подтверждено в 1996 году Т. Н. Самохиной, которая изучала личные фонды Демидовых в РГАДА, включая переписку Н. А. Демидова, содержащую отчеты и распоряжения по хозяйству. Судя по данным расходных книг, М. Казаков приезжал в 1780 году в строящуюся усадьбу не менее пяти раз, а в октябре он привозил в Петровское своего ученика Р. Казакова. Известно, что М. Казаков также строил для Н. А. Демидова торговую контору в Твери.

## После революции

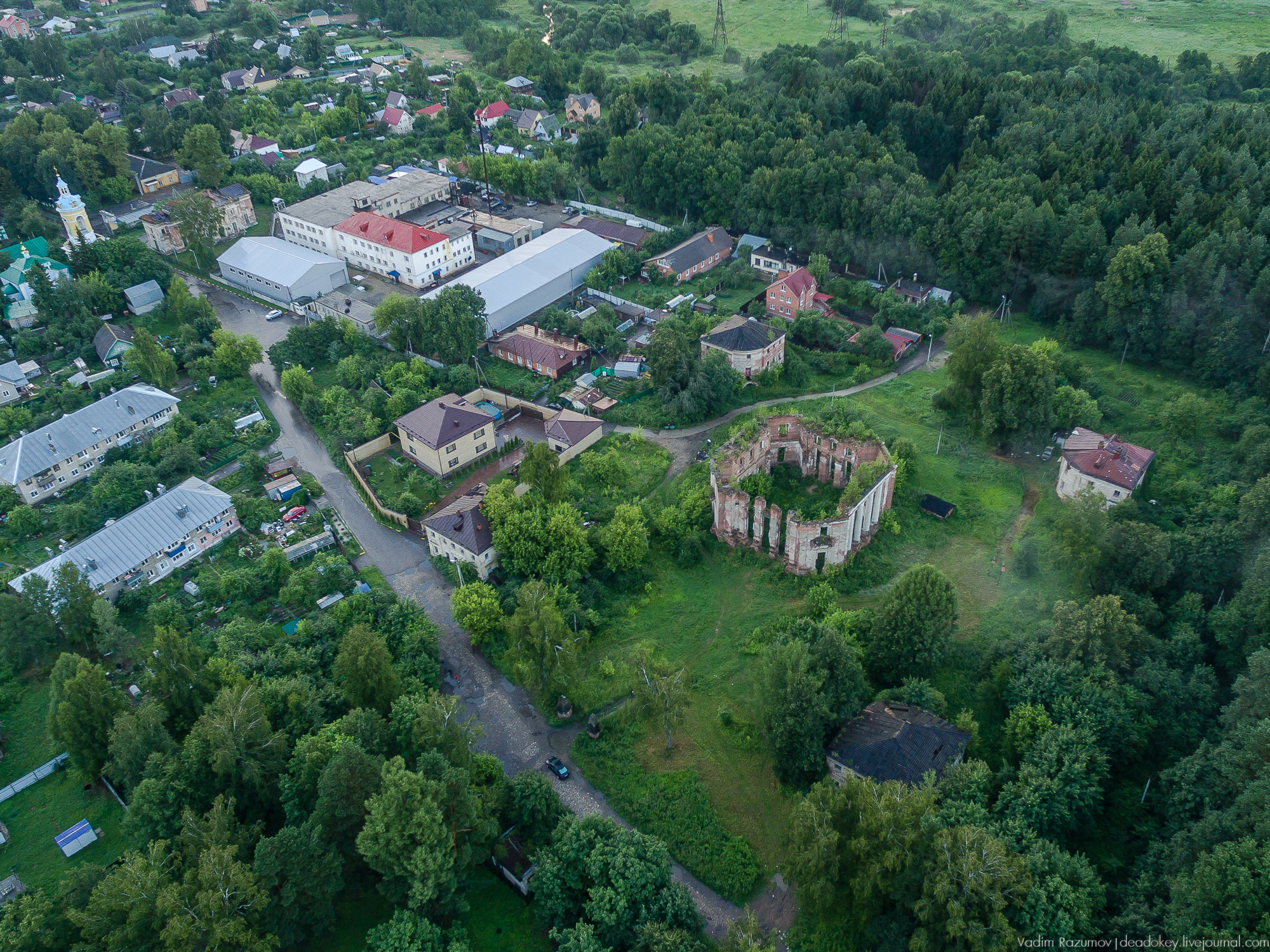
Общий вид усадьбы с прилегающим парком

В 1920-х годах усадьба была обследована участниками Общества изучения русской усадьбы. Ю. А. Бахрушин обнаружил у местного священника «чертеж Петровского храма» с подписью Казакова. С. А. Торопов по хранившимся в церкви бумагам зафиксировал дату освящения храма — 1785 год. По его же сообщению, в церкви хранилась Библия — с вкладной записью митрополита Платона, освящавшего церковь в сентябре 1785 года. Документы впоследствии были утрачены. Торопов положил начало сбору исторических материалов, касающихся усадьбы, этого, по его словам «прекрасного и исключительного памятника», выгодно отличающегося от других подмосковных усадебных комплексов своей строгостью, выверенными формами, изящной простотой, описал интерьеры усадебного дома и церкви. Работа Торопова ценна ещё и тем, что благодаря ей сохранились сведения о внутренней обстановке зданий, впоследствии уничтоженной.
Анализ архитектуры усадебного комплекса провёл первый председатель ОИРУ В. Згура («Музыка архитектуры», 1928), сравнивший ансамбль в Петровском с «многоголосой классической фугой».
В советское время вилла Мещерских, первоначально отданная под больницу, пришла в полный упадок. По состоянию на 2023 год пребывает в руинах. Потомок последних владельцев, Евгений Мещерский, издатель брошюр на оккультно-эзотерические темы, в 1990-е гг. занял пустующий флигель, пытался создать музейную экспозицию.

## Описание

### Главный дом
Кирпичный, оштукатуренный и украшенный белым камнем двухэтажный главный дом построен в 1776—1786 годах. Дом квадратный в плане, срезанный по углам, с расположенным в центре круглыми залами (друг над другом на первом и втором этажах). Здание расположено в центре каре парадного двора, в точке пересечения парковой аллеи и сельской улицы, его главный выход ориентирован на ось, направленную на церковь. Лишь подъездная дорога, направленная под углом к церкви и обходящая колокольню, выпадает из прямоугольной планировки усадебного комплекса.
Каждый из четырёх фасадов дома оформлен большим белокаменным дорическим ордером (или римско-дорическим). Гладкие фасады срезов имели каждый по портику с двумя ионическими колоннами с балконом. Всё здание было обведено дорическим карнизом с триглифами. Особенно эффектно белокаменный декор смотрелся до того, как кирпичные стены здания были оштукатурены.
Поставленное на полуподвал здание завершал световой барабан с куполом. В «Памятниках архитектуры» утверждается, что купол был увенчан статуей Екатерины II, С. А. Торопов говорил о статуе Аполлона. Вход украшали фигуры львов и сфинксов «с прекрасными женскими лицами» (Торопов), отлитые из чугуна на Демидовских заводах. 

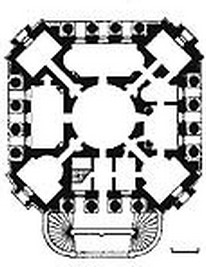
План первого этажа дворца

Планировка обоих этажей почти идентична. Большие окна первого этажа на самом деле принадлежат меньшему по высоте помещению, пол же купольного зала второго этажа находится на уровне верхней трети большого ордера. На первом этаже на периферии зала располагались парадные помещения, на втором, вокруг более нарядного по декору зала — жилые. Торопов особенно отличал высокие печи, облицованные изразцами, по его мнению напоминавшие печи из усадьбы Кусково. В целом планировка здания восходит к парковым павильонам, сходство с которыми подчёркивалось акцентированием диагональных осей сооружения угловыми кабинетами. Их удачно соразмеренные пропорции добавляли помещениям при общей монументальности уюта.
Неизвестно, служил ли дом для постоянного пребывания хозяев, или для этого использовались флигели. Расположение комнат во дворце, построенном по образу парковых павильонов, не соответствует обычным для того времени требованиям к жилым помещениям.
По сведениям справочника «Памятники архитектуры Московской области» (1975), главный корпус начал приходить в упадок уже в конце XIX века, Торопов возлагал вину в плохой сохранности дворца на его последних владельцев — Мещерских. В 1924 году он отмечал, что от деревянных конструкций: потолков, полов, а также рам, дверей ничего не осталось, а «разрушения продолжаются». Были разобраны и печи. В 1930-х годах купол дворца и деревянные перекрытия обрушились. В 1941 году, в начале войны, дворец пострадал от взрыва.
Главный дом усадьбы получил статус памятника республиканского значения в 1960 году (постановление Совета Министров РСФСР № 1327 от 30 августа 1960 г.), до 1960 года не реставрировался. По состоянию на 1975 год дом уже был руинирован. К началу XXI века от здания остались лишь наружные стены с фрагментами штукатурки и колонны. 

### Флигели

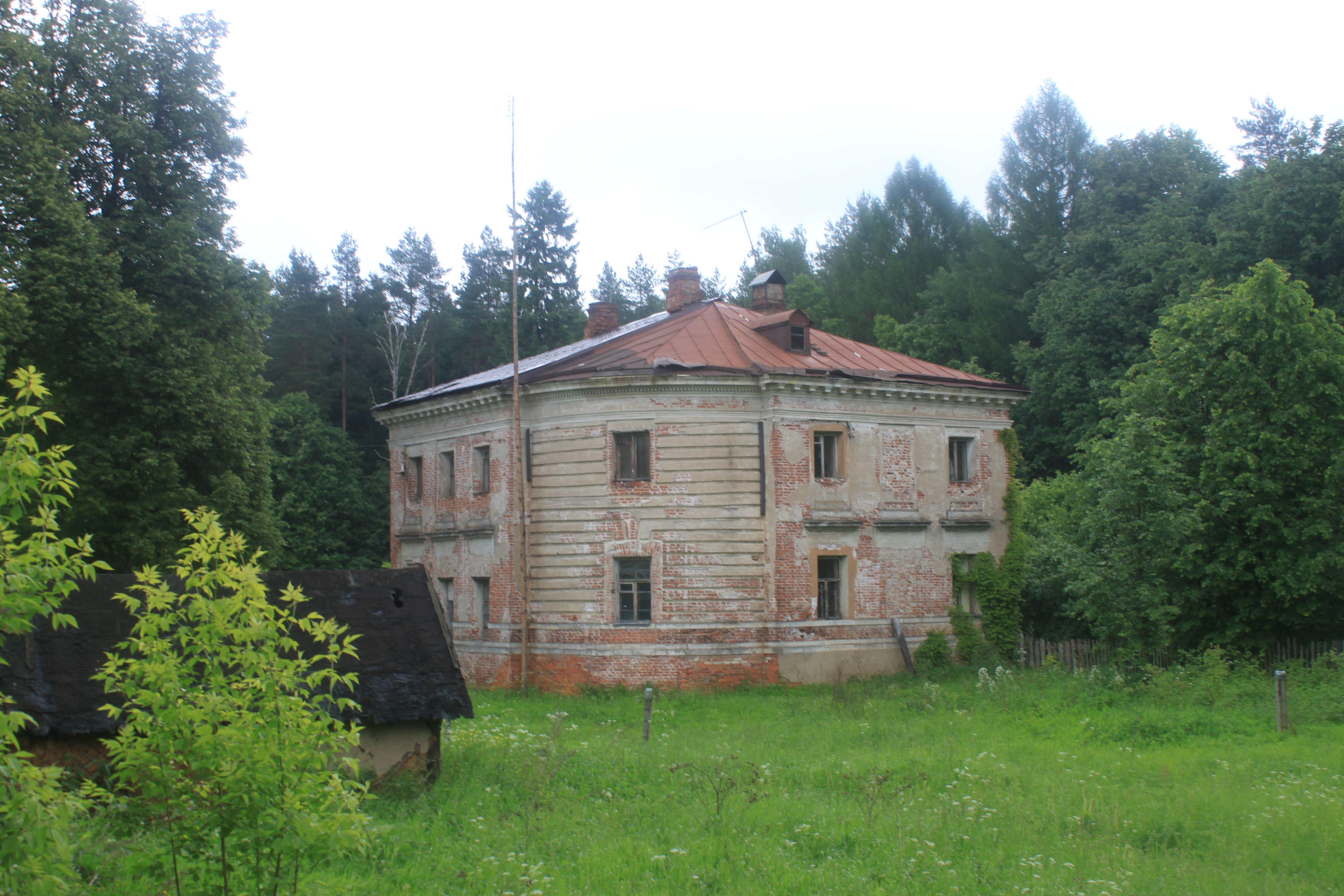
Восточный (юго-восточный) флигель (№ 2). Описан Е. Мещерской в повести «Конец Шахерезады». Июнь 2016 года

Дом находится в центре квадратного парадного двора, в углах которого поставлены четыре жилых флигеля. Двухэтажные флигели были построены в одно время с дворцом. Их углы, обращенные к главному зданию усадьбы скруглены, крепованы и обработаны рустом. Постройки декорированы плоскими оконными нишами, сандриками, их тыльные фасады в средней части также рустованы. Контраст между «сдержанным» оформлением флигелей и декором главного здания, их скромные объёмы — всё создавало впечатление «величественности» основного корпуса. Ранее флигели объединялись чугунной оградой, ограничивающей двор, с воротами в каждой из четырёх её сторон. Внутренняя планировка флигелей была изменена, но, в отличие от дворца, их здания сохранились лучше.
С северо-восточной и юго-восточной сторон усадебный двор окружён парком, который спускается к Десне, где была построена деревянная плотина, искусственно поднявшая уровень воды в реке. С юго-запада въезд во двор был оформлен двумя обелисками (пирамиды на каменных пьедесталах), также сохранившимися, однако лишившимися своих вершин.

### Парк
Часть парка (меньшая) сохраняла регулярную планировку (восходила к регулярному саду петровской эпохи). К концу 1990-х годов она уже была сильно вырублена и заросла молодыми деревьями. Другая часть, появившаяся во времена Демидовых, представляла собой пейзажный парк, сильно одичавший к концу XX века, так, что с трудом можно различить направления его аллей.
К северо-востоку, к Десне, сквозь парк вела аллея, украшенная расположенными в два ряда мраморными и чугунными (отлитыми на заводах Демидовых) скульптурами. В конце главной аллеи на пригорке стояла огромной величины статуя Аполлона. «Его стройный торс из черновато-зеленой меди очень красиво оттеняли белоснежные лилии, окружавшие клумбой пьедестал греческого бога», — вспоминает Екатерина Мещерская.

### Церковь Петра Митрополита

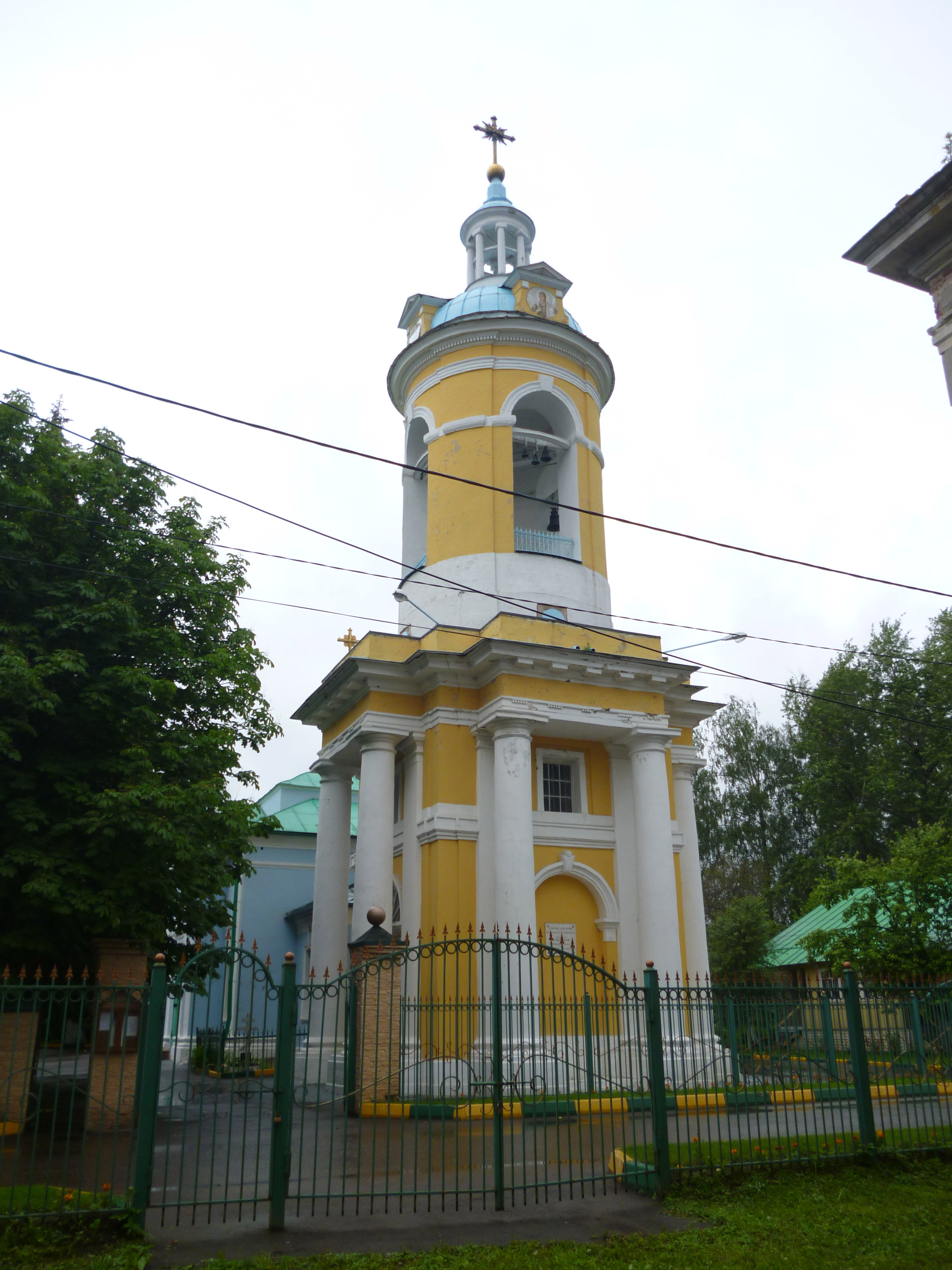
Колокольня Покровской церкви

Главный въезд в усадьбу со стороны Боровской столбовой дороги, проходил между храмом и колокольней. На северо-западной стороне, куда выходила парадная двухмаршевая лестница главного дома с чугунными львами и сфинксами, располагался главный въезд во двор. На этой же линии находились церковь Петра Митрополита (1785—1786) с гробницей Никиты Демидова (склеп не сохранился), а также главная улица села Петровское. Никита Демидов первый завещал себя похоронить не в Туле, где до этого хоронили всех представителей рода, а Петровском.
Церковь выстроена по проекту Казакова в 1778—1784 годах в том же стиле, что и весь комплекс зданий, в ней соединены черты двух сооружений — главного корпуса усадьбы Петровское и церкви имения Рай-Семеновское. Все архитектурные детали и приёмы были согласованы с главным зданием усадьбы.
Четверик церкви двухсветный, к нему пристроены прямоугольные объемы алтаря и притвора, которые имеют общий карниз. В центре сооружения располагалась высокая ротонда (в верхней части — световой барабан), увенчанная куполом. Ротонда соединялась с внешними стенами с помощью сводов и арок, расположенных по основным осям здания. По диагонали она была прорезана проходами. Богатое внутреннее убранство нижнего яруса сменялось строгими гладкими поверхностями верхнего. Стены церкви расписаны не были. Экстерьер здания перекликается своим убранством с сооружениями парадного двора, однако вместо колонн использованы каннелированные пилястры под дорическим антаблементом. Ротонда была разрушена в 1930-х годах. На Нижнетагильском заводе Демидовых для церкви были сделаны глава из меди, железный крест, колокол, подсвечники, лампады, паникадила. В декабре 1780 года Демидов направил чертежи завершения колокольни и купели для церкви (были заказаны три купели, одна из них «в новостроющуюся церковь в сем моем Петровском»).
Иконостас, решенный в двух цветах — белом и золотом, напоминал своими деталями Торопову иконостас из церкви Филиппа Митрополита, также построенной Казаковым. Отделённый пилонами, он был виден не весь, что увеличивало впечатление объема, не загромождало интерьер. Живописные панно иконостаса с «белой гладью и золотыми деталями» были «безупречны».

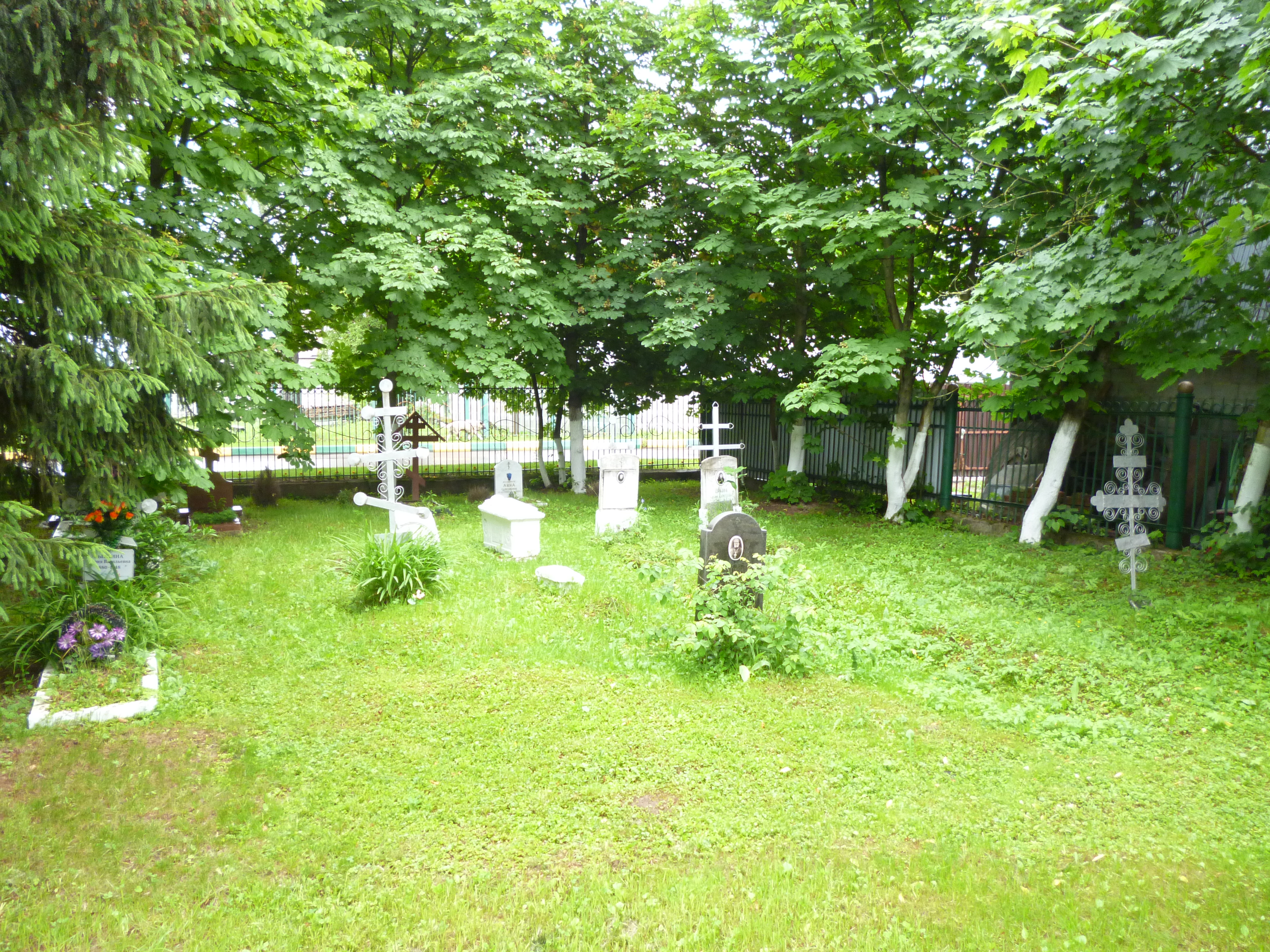
Кладбище церкви Покрова Пресвятой Богородицы в Петровском-Алабино

Перестроенное здание храма заброшено, ограждено забором и вообще находится в плачевном состоянии. Напротив неё, на другой стороне улицы, располагается действующая тёплая Покровская церковь, построенная в 1858 году с отдельно стоящей колокольней. Колокольня, заложенная в июле 1780 года, возведена по проекту Казакова одновременно со строительством церкви и комплексом усадебных построек. Судя по материалам архива за 1780—1781 год, на этот период пришлась активная фаза строительства церкви и колокольни, тогда как основные работы по зданиям усадьбы, видимо, были завершены.

## В литературе
Дочь А. В. Мещерского, Екатерина, после Октябрьской революции занимала с матерью один из усадебных флигелей, откуда они были впоследствии выселены. Жизнь в Петровском обстоятельно описана в её мемуарах:
Вся усадьба располагалась на возвышенности, отчего парк в двадцать семь десятин был всегда пронизан солнцем. Парк был разделен большой главной аллеей, украшенной статуями, вывезенными из Флоренции и Рима. <…> Синие майоликовые печи, увенчанные такими же синими майоликовыми вазами, украшали комнаты Петровского дворца. Одна из печей была такой величины, что в ней свободно могла поместиться танцующая пара. Вдоль всей печи тянулся длинный толстый вертел, на нем когда-то жарились подвешенные вниз головой туши диких кабанов и лосей.
Действие в одной из частей воспоминаний Е. А. Мещерской («Конец „Шахерезады“») разворачивается вокруг «тайной комнаты» во флигеле усадьбы.